# Lejaren Hiller
Lejaren Hiller (23. februar 1924 – 27. januar 1994) var en amerikansk komponist.
Han var den første der brugte computeren ved udarbejdelse af kompositioner. Han blandede ofte teknikker og stilarter i samme værk.